# Архиепископ српски Никодим I
Свети Никодим I је био архиепископ српски од 1317. до 1324. године.
Подвизавао се у Светој гори, и био игуман Хиландара од 1311. до 1316. По смрти Саве III изабран је за архиепископа „всеја сербскија и поморскија земљи“ (1317). Он је крунисао Стефана Дечанског за краља 1322. године. Превео је Јерусалимски типик Св. Саве Освећеног на српски језик. У предговору ове књиге он каже: „Свемогући Бог, који зна немоћ нашу, даће нам моћ духовну, но ако ми прво труд покажемо“. Волео је подвижнички живот, и трудио се на искорењивању богумилске јереси и утврђивању вере православне. Преминуо је 1325. године. Мошти му почивају у манастиру у Пећи.
Српска православна црква слави га 11. маја по црквеном, а 24. маја по грегоријанском календару.